# Dietrich Marschall
Dietrich Marschall, zeitgenössisch auch Marschalch oder Marschalk, (* um 1530; † 1. November 1604 in Herrengosserstedt) war Erbmarschall in Thüringen, kursächsischer Rat, dann Stiftshauptmann zu Merseburg, zuletzt Rat von Haus aus sowie Rittergutsbesitzer in Herrengosserstedt und Obhausen.

## Leben und Wirken
Er stammte aus dem thüringischen Adelsgeschlecht Marschall, das in Herrengosserstedt seinen Hauptsitz hatte. Sein Vater war der kursächsische Hofbeamte Wolf Marschall. 
Nach dem Tod seines Vaters wurde er 1554 gemeinsam mit seinem jüngeren Brüder Gerhard Marschall von Kurfürst August von Sachsen mit den väterlichen Gütern und Zinsen in Herrengosserstedt belehnt. Zu den Lehngütern zählte auch ein Abtei genannter Holzfleck, welchem den Bericht des damals gewesenen Amtmann zu Eckartsberga, Wolf Koller, Wolf Marschall angekauft und zuvor dem Kloster Oldisleben gehört hatte Ferner gehörte auch ein Schultheißenhof und Besitz dazu, den Kurfürst Moritz von Sachsen ihrem Vater Wolf mit Wissen des Großen Landschaftsausschusses verkauft hatte. Zu den Mitbelehnten zählten zum damaligen Zeitpunkt auch ihre beiden Brüder Georg Rudolph und Wolf Marschall.
Wie sein Vater schlug auch Dietrich Marschall eine Hoflaufbahn ein und wurde wie er Rat am Hofe der Kurfürsten von Sachsen. Seit 1568 war er gemeinsam mit seinen Brüdern und Vettern (Unter-)Erbmarschall des Landes zu Thüringen.
1592 hat er die väterlichen Güter in Herrengosserstedt noch in gemeinsamen Besitz mit seinem Bruder Gerhard, nachdem dieser jedoch verstorben war, wurde er alleiniger Besitzer. 
1603 war Dietrich Marschall als kursächsischer Rat verantwortlich für den Abschluss des Erbverteilungsvertrages zwischen Herzog Johann von Sachsen in Weimar und den Söhnen seines verstorbenen Bruders Herzog Friedrich Wilhelm von Sachsen.
Durch traurige Umstände starb sein einziger Sohn noch vor Dietrich Marschall, so dass er testamentarisch seine fünf unmündigen Enkel Christian, Johann Rudolph, Dietrich Wilhelm, Hans Dietrich und Moritz Albrecht Marschall als seine Erben einsetzte, um diese entsprechend zu versorgen, denn es waren Schulden entstanden. Nach dem Tod von Dietrich Marschall müsste daher das Rittergut Obhausen zur Schuldentilgung verkauft werden.